# Stylocellus
Genre
Stylocellus est un genre d'opilions cyphophthalmes de la famille des Stylocellidae.

## Distribution
Les espèces de ce genre se rencontrent en Asie du Sud-Est.

## Liste des espèces
Selon World Catalogue of Opiliones (14/04/2021) :
- Stylocellus lornei Clouse, 2012
- Stylocellus spinifrons Roewer, 1942 [nomen dubium per Clouse 2012]
- Stylocellus sumatranus Westwood, 1874

### Famille Stylocellidae
Selon World Catalogue of Opiliones (26 octobre 2024) :
- Fangensinae Clouse, 2012
  - Fangensis Rambla, 1994
  - Giribetia Clouse, 2012
- Leptopsalidinae Clouse, 2012
  - Leptopsalis Thorell, 1882
  - Miopsalis Thorell, 1890
- Stylocellinae Hansen & Sørensen, 1904
  - Meghalaya Giribet, Sharma & Bastawade, 2007
  - Stylocellus Westwood, 1874
- sous-famille indéterminée
  - † Mesopsalis Bartel, Dunlop & Giribet, 2023
  - † Palaeosiro Poinar, 2008
  - † Sirocellus Bartel, Dunlop & Giribet, 2023

## Publication originale
- Westwood, 1874 : Thesaurus Entomologicus Oxoniensis; or, illustrations of new, rare, and interesting insects, for the most part contained in the collections presented to the University of Oxford by the Rev. F.W. Hope M.A. D.C.L. F.R.S. &c. with forty plates from drawings by the author. Clarendon Press, Oxford (texte intégral).